# Bergvenkel
Bergvenkel (Meum athamanticum) is een overblijvende plant, die behoort tot de schermbloemenfamilie (Apiaceae). De soort komt van nature voor in Midden- en West-Europa. De soort is inheems in Wallonië. In het zuiden van Noorwegen is deze ingeburgerd. Bergvenkel is sterk aromatisch. Het aantal chromosomen is 2n = 22.
De plant wordt 15-60 cm hoog en heeft een lange en dikke wortel. Bovenaan de wortel zitten vezels van oude bladeren. De kale, kantig geribbelde stengel is recht of opstijgend en heeft alleen aan de bovenzijde een of twee bladeren. De in omtrek langwerpige tot eivormige bladeren hebben een lange bladsteel en zijn twee tot viervoudig veerdelig. De bladslippen van de laatste viervoudig veerdelige delen zijn 4-6 mm lang en haar dun.
Bergvenkel bloeit in juni en juli. De bloeiwijze is een scherm met 6-15 stralen en heeft geen of 1-8 omwindselbladeren. Het omwindseltje bestaat uit 3-8 bladeren. De randbloemen en de middelste bloemen zijn  tweeslachtig, de andere zijn mannelijk. De 2-3 mm grote bloemen zijn wit of geelwit en zijn soms iets purper of roze aangelopen. De bloem heeft vijf bloemdekbladen en vijf meeldraden.
De bruine vrucht is een 6-10 mm lange en 3-5 mm brede, zeskantige splitvrucht.

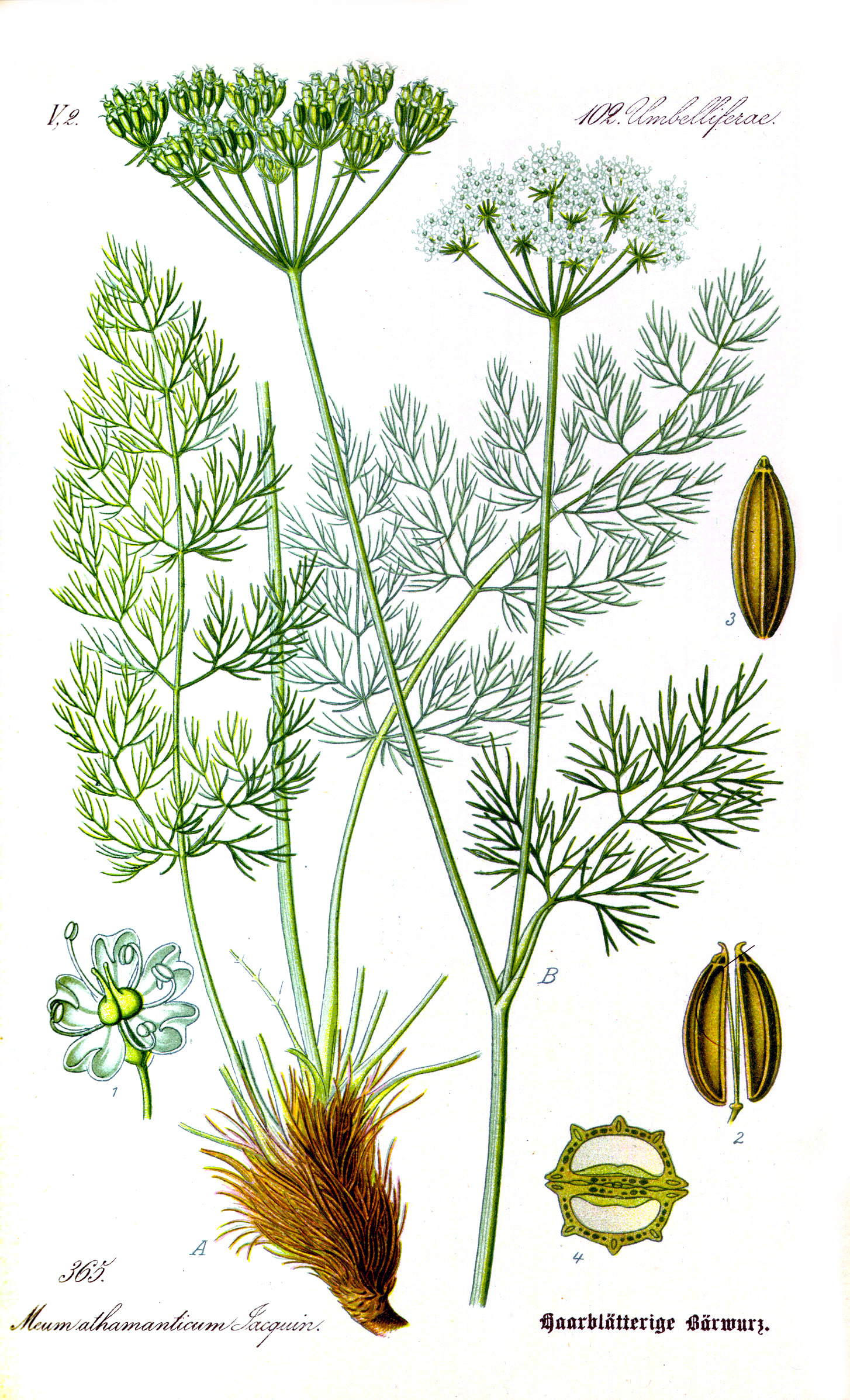
Illustratie
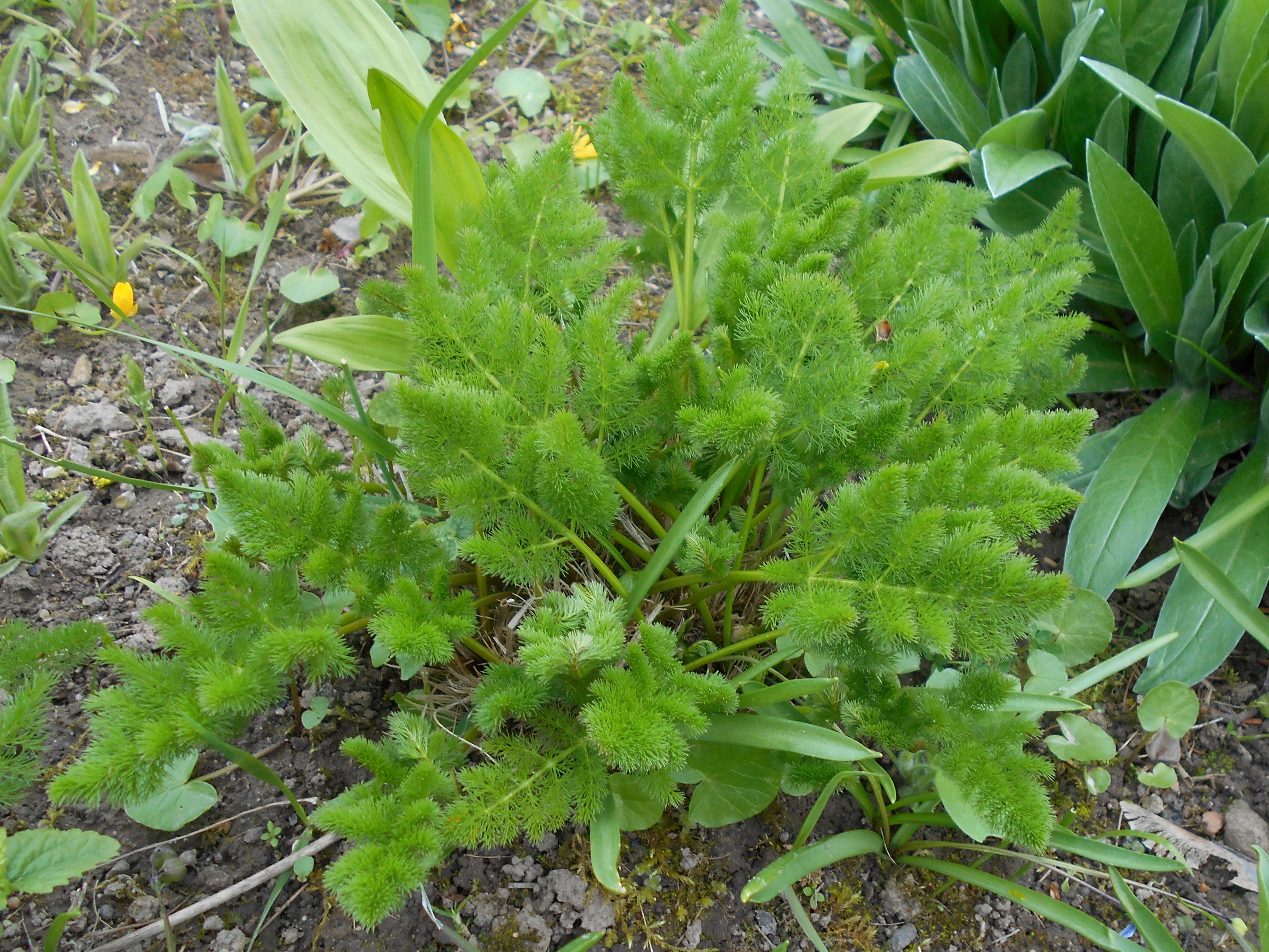
Plant
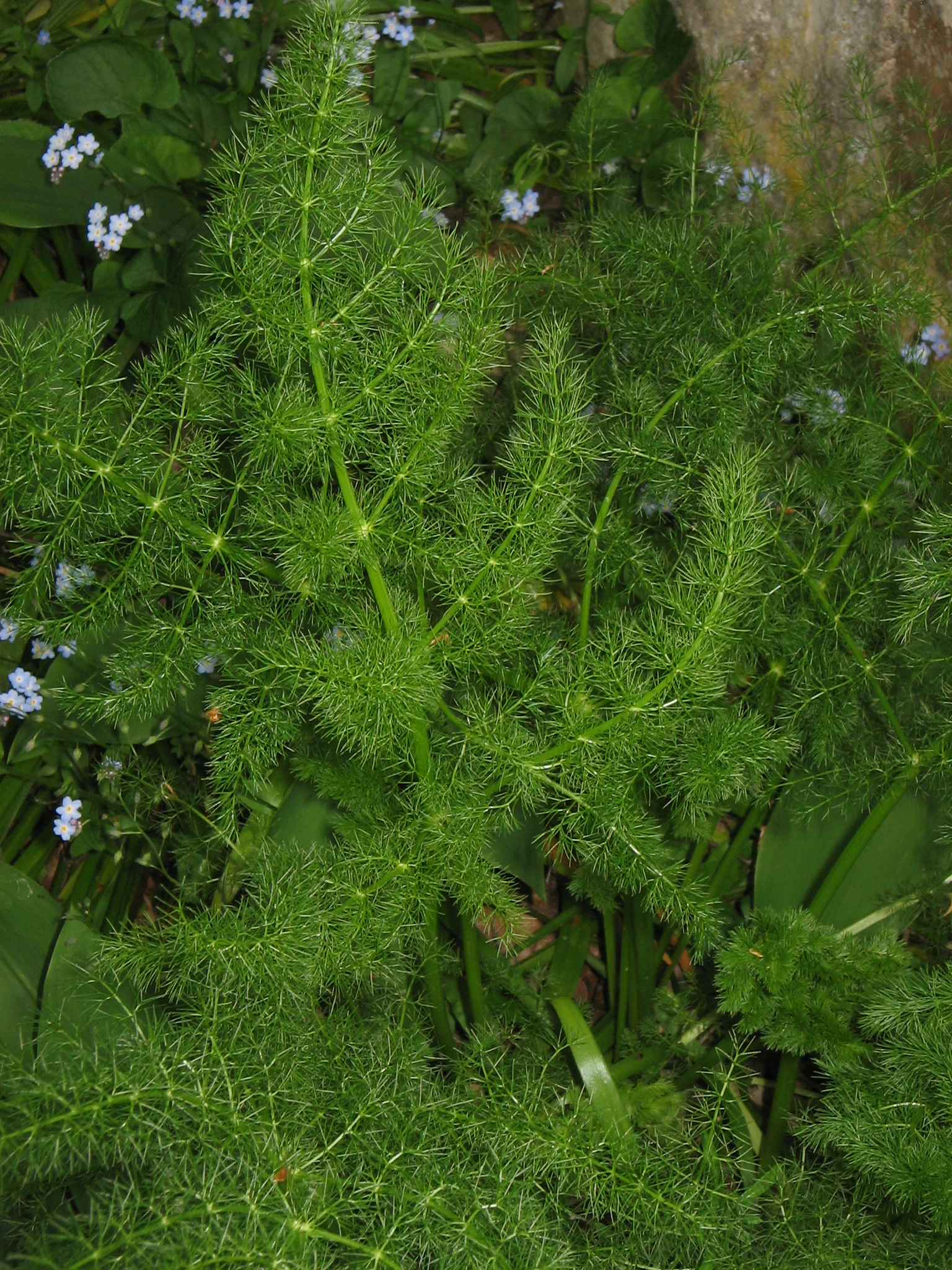
Blad
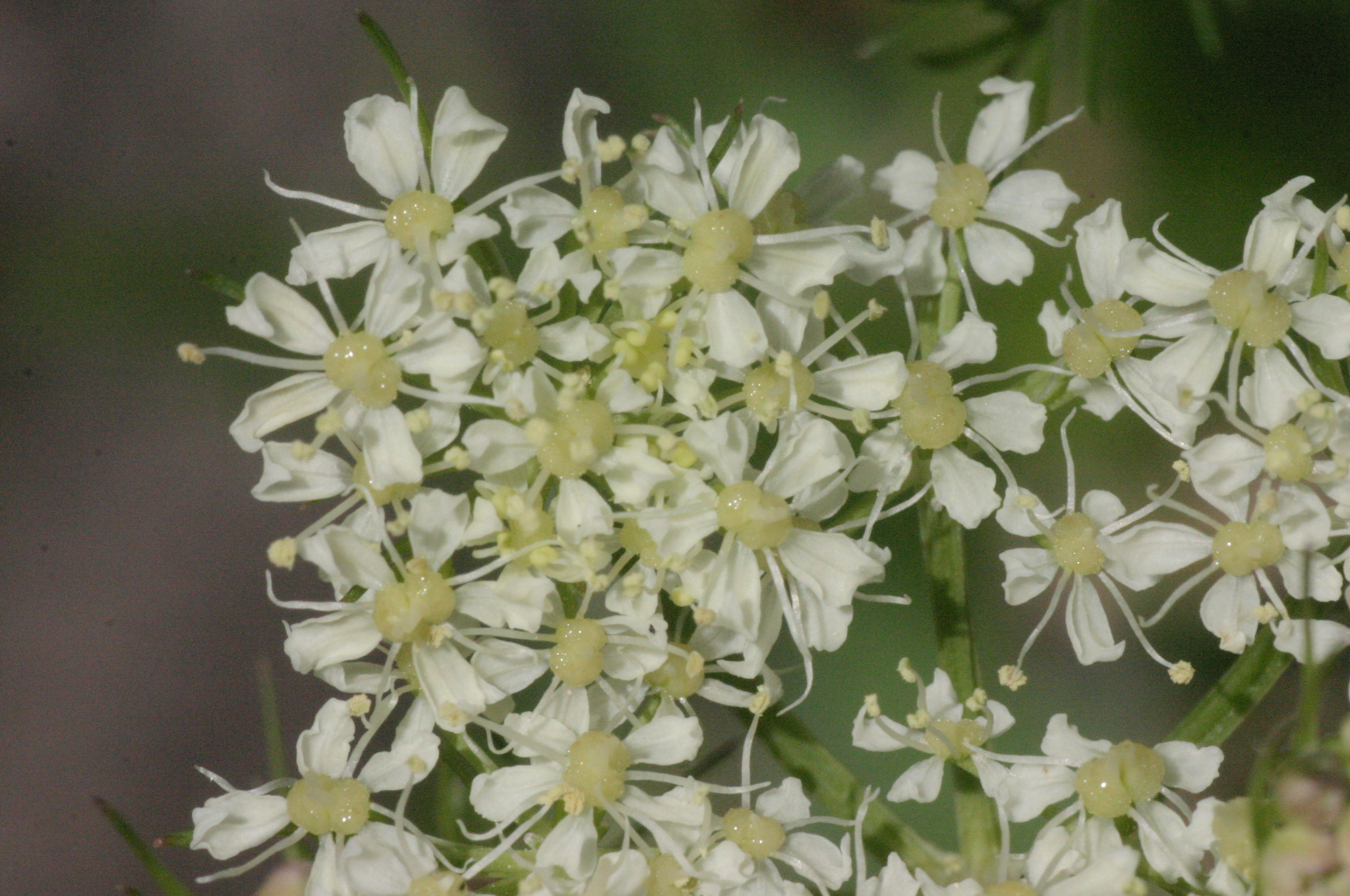
Bloemen
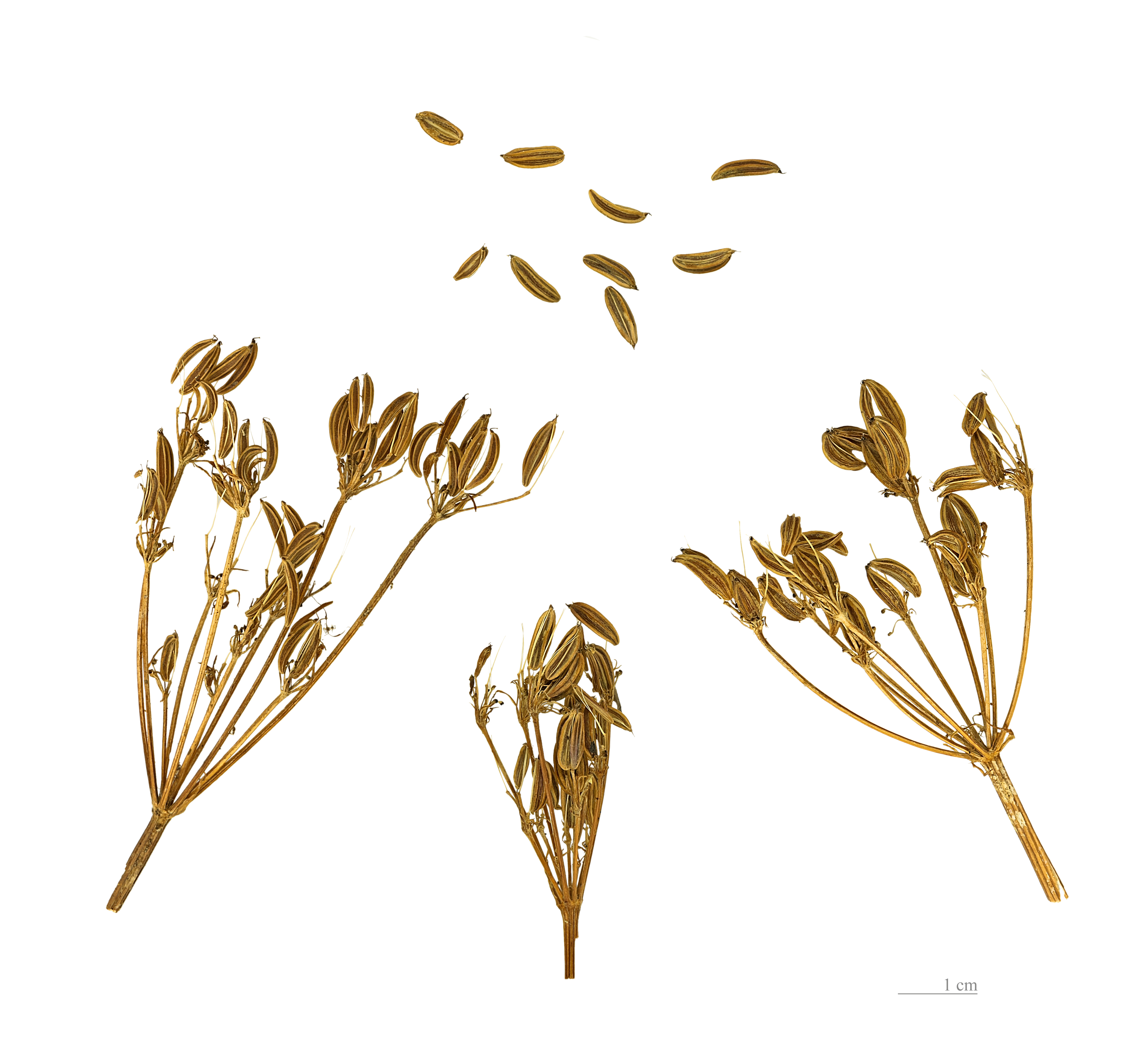
Vruchten
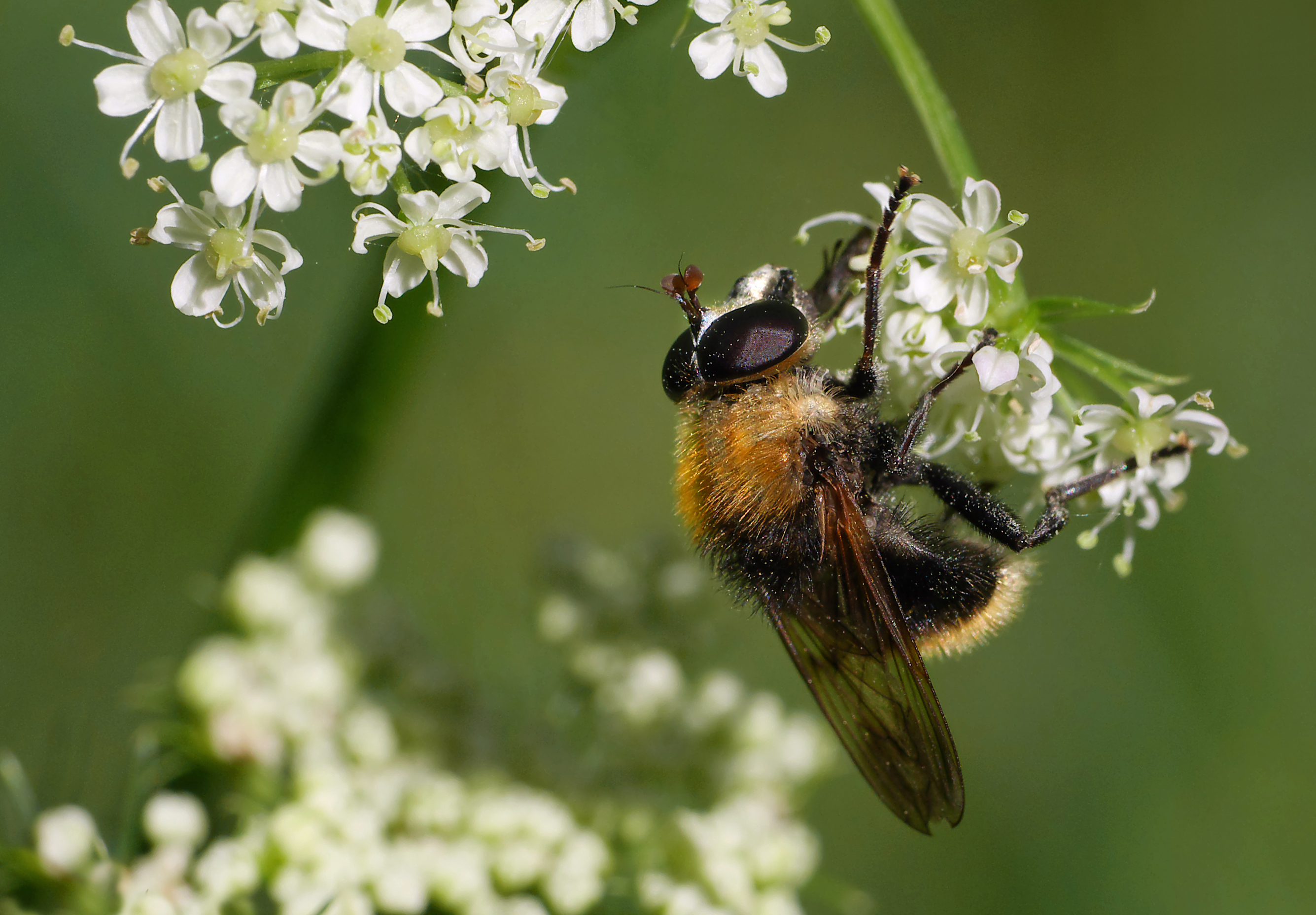
Bergvenkel met kleine woudzwever

Bergvenkel komt voor op bergweiden, heidevelden en rotsen.

## Toepassing
Uit de wortel van de bergvenkel of uit die van de niet in de Benelux voorkomende plant Mutellina adonidifolia of Ligusticum mutellina, een schermbloemige, wordt in het Beierse Woud een kruidenbitter gebrouwen. Deze minimaal 38% alcohol bevattende Schnaps heet Bärwurz, naar de Duitse naam voor de bergvenkel. 
Naar deze sterkedrank is in de regio zoveel vraag, dat boeren in het Beierse Woud de bergvenkel op akkers zijn gaan verbouwen. Bärwurz uit wortels van op akkers geteelde bergvenkel is echter doorgaans minder krachtig van aroma en wordt daarom als van mindere kwaliteit beschouwd dan drank, gebrouwen uit in het wild verzamelde planten.  Een probleem is, dat de plant vrij zeldzaam, en dus  beschermd is. Het plukken van bergvenkel in de vrije natuur is daarom alleen toegestaan voor houders van een speciale vergunning hiertoe. In 2020 is een project gestart van  biologische verbouw van bergvenkel. Men hoopt, daarmee planten van dezelfde kwaliteit als de in het wild groeiende exemplaren te kunnen telen.